# Pile-Kono
Pile-Kono är en stadsdel i Dubrovnik i Kroatien. Den är belägen strax väster om Gamla stan och består av stadsområdena Pile och Kono. Namnet 'Pile' härrör från gammalgrekiskans pylaj med betydelsen "port" som även givit namn till den västra stadsporten (Pileporten) som leder från Pile till Gamla stan.   
I stadsdelen ligger bland annat Lovrijenac-fästningen, Kolorinastranden, Šulić-badet och Gradac-parken. I stadsdelen finns även turistinriktade faciliteter. Dubrovniks turistbyrå har sitt huvudkontor i Pile där det även finns en parkeringsplats för besökande turistbussar.